# Kościół św. Witalisa Męczennika w Tuszynie
Kościół Świętego Witalisa Męczennika – rzymskokatolicki kościół parafialny należący do dekanatu tuszyńskiego archidiecezji łódzkiej.

## Historia i architektura
Jest to świątynia wybudowana w latach 1860–1862 i ufundowana przez A. Płodowskiego, właściciela wsi Żeromin, zaprojektowana zapewne przez architekta z Warszawy, Józefa Orłowskiego. W 1927 roku została rozbudowana według projektu architekta Oskara Sosnowskiego. Posiada uproszczone cechy stylu neoromańskiego. Budowlę poświęcił w dniu 19 września 1882 roku arcybiskup Wincenty Teofil Popiel.
Do wyposażenia kościoła należą ołtarz główny, znajduje się w nim obraz Matki Bożej, zwanej Tuszyńską, ołtarz św. Teresy od Dzieciątka Jezus, ołtarz św. Witalisa Męczennika patrona parafii i świątyni, ołtarz św. Józefa Oblubieńca Najświętszej Maryi Panny, organy stare piszczałkowe, mechaniczne, 3 dzwony wykonane ze spiżu oraz gipsowe Stacje Drogi Krzyżowej.

## Galeria

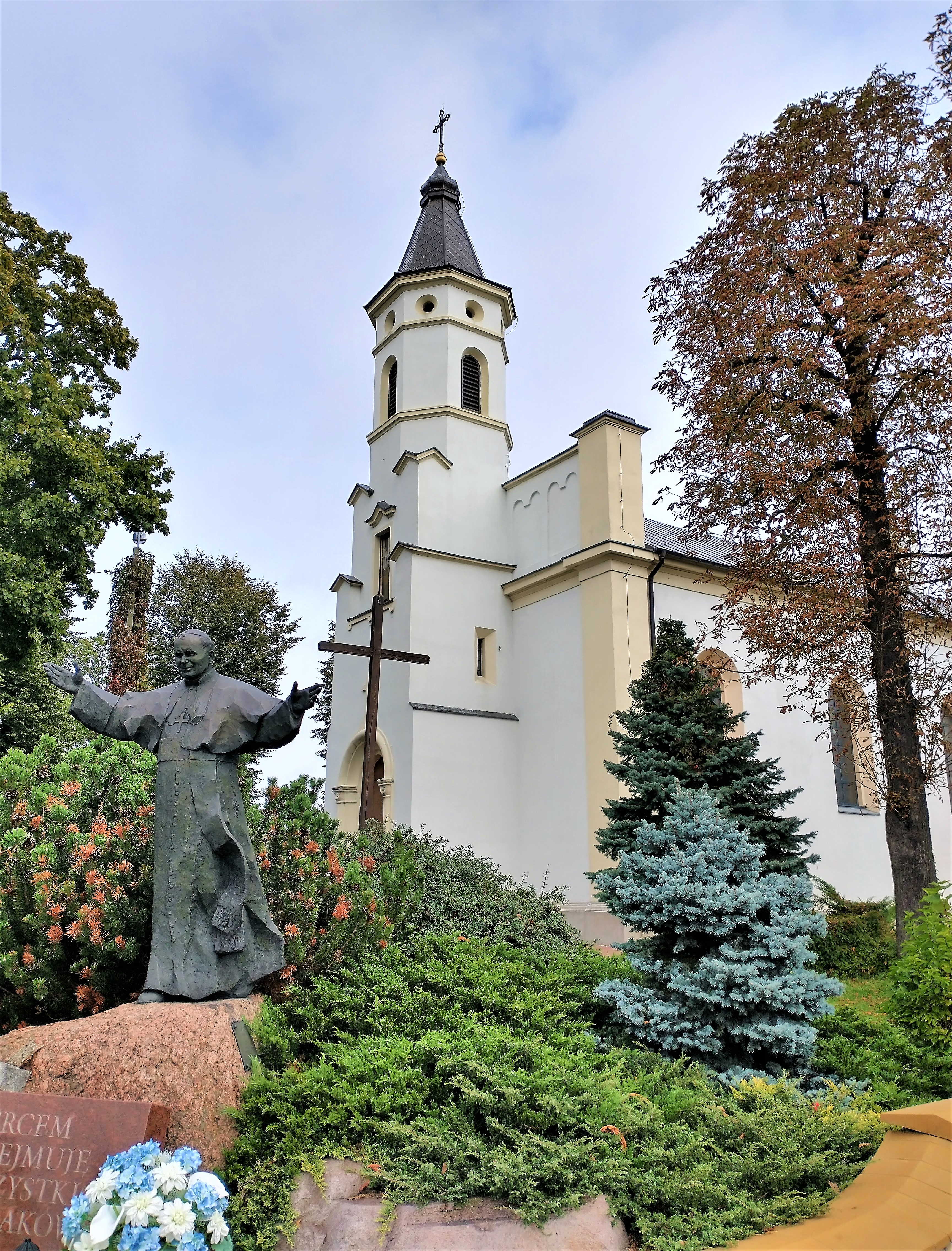
Widok od frontu z pomnikiem św. Jana Pawła II
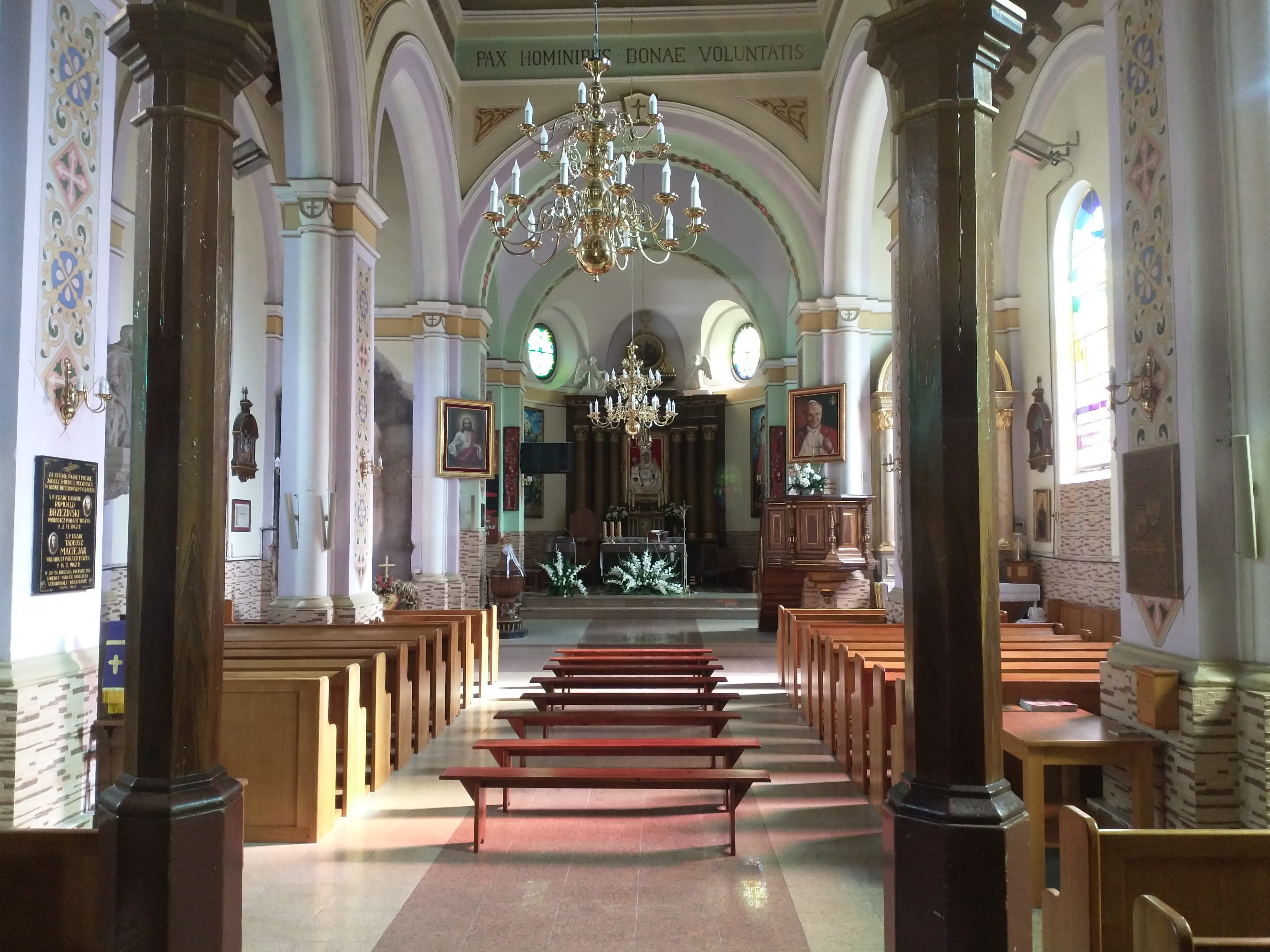
Wnętrze z ołtarzem
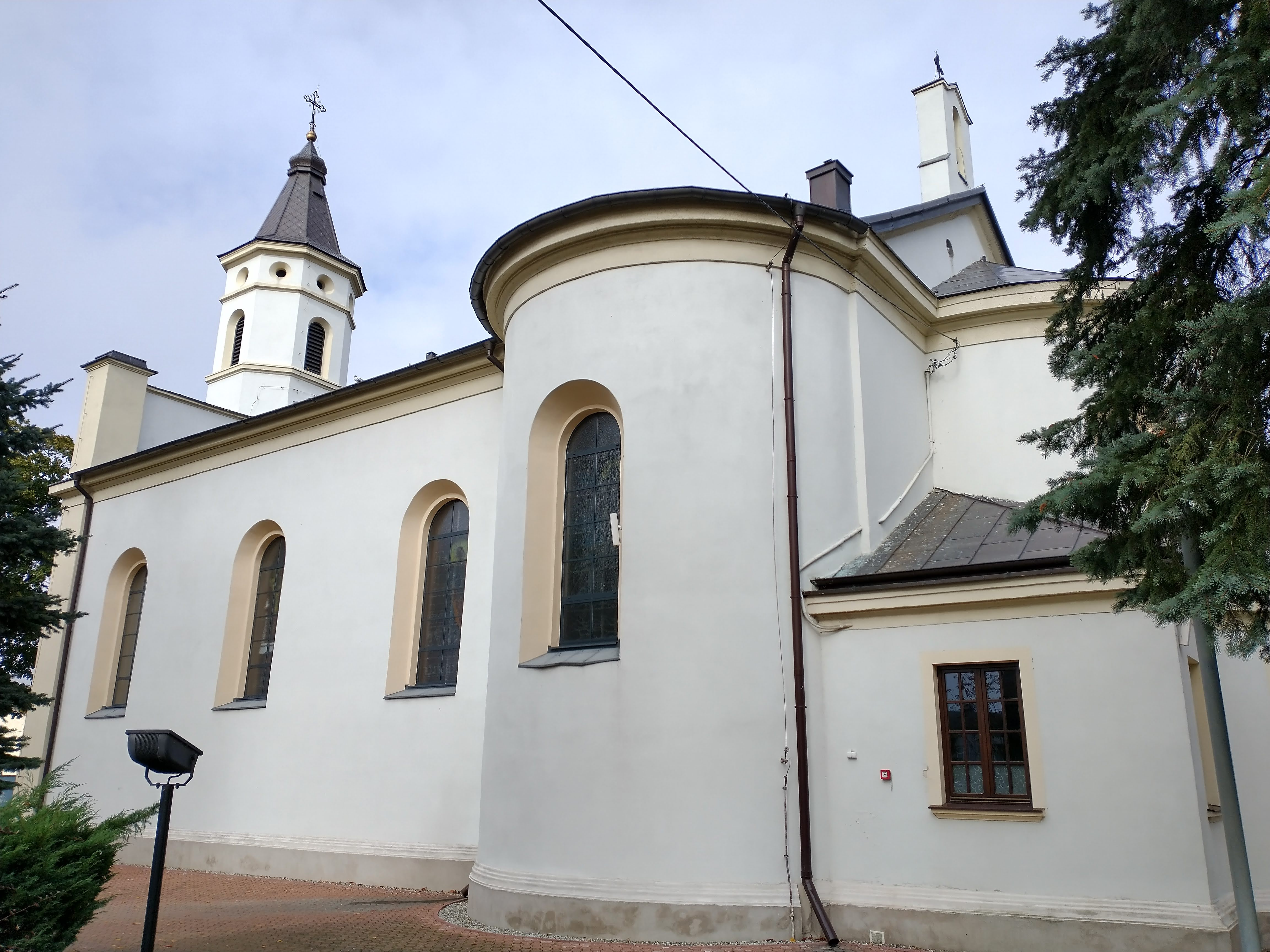
Widok od strony prezbiterium